# Championnat d'Italie de rugby à XV 1951-1952
Navigation
Serie A 1950-1951 Serie A 1952-1953
Le Championnat d'Italie de rugby à XV 1951-1952 oppose les dix meilleures équipes italiennes de rugby à XV. Le championnat débute en 1951 et se termine en 1952. Le tournoi se déroule sous la forme d'un championnat unique en matchs aller-retour.
Rovigo confirme son succès de l'année précédente et s'adjuge le titre pour la 2e fois.

## Équipes participantes
Les dix équipes sont les suivantes :
| - L'Aquila - Rugby Parme - Amatori Milan - Petrarca Padoue - Rugby Milano | - Rugby Brescia - Rugby Rovigo - Bologne - Rugby Rome - Partenope |

## Résultats
| Rang | Club                | J  | V  | N | D  | Pm  | Pe  | Diff | Pts |
| ---- | ------------------- | -- | -- | - | -- | --- | --- | ---- | --- |
| 1    | Rugby Rovigo (T)    | 18 | 15 | 1 | 2  | 249 | 48  | +201 | 31  |
| 2    | Rugby Parma         | 18 | 14 | 2 | 2  | 178 | 51  | +127 | 30  |
| 3    | Rugby Brescia       | 18 | 10 | 1 | 7  | 72  | 107 | -35  | 21  |
| 4    | Rugby Rome          | 18 | 7  | 6 | 5  | 90  | 81  | +9   | 19¹ |
| 5    | Rugby Milano        | 18 | 7  | 4 | 7  | 105 | 80  | +25  | 18  |
| 6    | Amatori Rugby Milan | 18 | 7  | 3 | 8  | 90  | 74  | +16  | 17  |
| 7    | L'Aquila Rugby      | 18 | 6  | 2 | 10 | 68  | 92  | -24  | 14  |
| 8    | Petrarca Padoue     | 18 | 4  | 3 | 11 | 86  | 116 | -30  | 11  |
| 9    | Partenope           | 18 | 5  | 1 | 12 | 65  | 198 | -133 | 11  |
| 10   | Rugby Bologne       | 18 | 2  | 3 | 13 | 76  | 232 | -156 | 7   |

¹Rome est pénalisé d'un point.
|  | Vainqueur (no 1)         |
|  | Relégué (no 10)          |
|  | T : tenant du titre 1951 |

Attribution des points :  victoire : 2, match nul : 1, défaite : 0.

## Vainqueur
| Entraîneur |                        |                              |
| Avants     | Pilier                 |                              |
| Avants     | Talonneur              | Lunardo, Bobisse             |
| Avants     | Deuxième ligne         | M. Baratella                 |
| Avants     | Troisième ligne aile   | Gabanella, Sartori           |
| Avants     | Troisième ligne centre | Capitanio, Laurenti          |
| Arrières   | Demi de mêlée          | Zanardi, Vicariotti          |
| Arrières   | Demi d'ouverture       |                              |
| Arrières   | Centre                 |                              |
| Arrières   | Ailier                 | M. Battaglini (it), , Spagna |
| Arrières   | Arrière                | Malosti                      |